# Stourbridge Football Club
Stourbridge Football Club (apodado "The Glassboys" debido a la asociación tradicional de la ciudad con la industria del vidrio cortado) es un club inglés de fútbol basado en la ciudad de Stourbridge, West Midlands. El club juega actualmente en la Southern Football League Premier Division Central.

## Historia

### Primeros años
El club fue fundado en 1876 y originalmente fue conocido como Stourbridge Standard. A finales de la década de 1880 se sabe que habían cambiado su nombre simplemente a Stourbridge y compitió en la Liga de Birmingham, donde se logró un éxito razonable sin ganar el título de la liga, aunque la Copa Worcestershire Senior fue ganada En tres ocasiones.
La temporada de 1923-24 fue uno de los mejores en la historia del club, ya que se adjudicó el Campeonato Birmingham League y también ganó la Copa Worcestershire Senior de nuevo.
Después de la Segunda Guerra Mundial, The Glassboys disfrutó de su mayor período de éxito en el fútbol en la non-league football, ya que se llevaron el Birmingham Combination, en 1952 y también ganó el Birmingham, Worcestershire y Herefordshire Senior Cups. El club regresó a la Liga de Birmingham en 1954 en la disolución del campeonato de Birmingham y fue subcampeón en 1955-56. La Copa Senior de Birmingham se ganó por segunda vez en 1958-59 y la temporada 1967-68 vio el club lograr su propio "doble" campeonato ganando Worcestershire y Birmingham Senior Cups.

### En la Southern League
En 1971, el club fue elegido para la expansión Southern League, y se enfrentó al éxito casi instantáneo bajo el mánager Alan Grundy en la temporada 1973-74, con el título de la División 1 (Norte) y la Merit Cup (Los mejores goleadores de la liga) llegando a Amblecote. Los delanteros gemelos Ray Haywood y Chic Bates anotaron 50 goles esa temporada y fueron trasladados a Shrewsbury Town, donde Bates sirvió 13 años como jugador y mánager. Otro punto culminante en 1973-74 fue una tremenda corrida en la Welsh Cup, en la que el equipo eliminó a Swansea City y Wrexham en sus propios terrenos y Luego se enfrentó a Cardiff City en una final de dos piernas. Una multitud de récord de 5.726 personas vieron a los Glassboys perder en casa 1-0 y también perdió 1-0 en el Ninian Park.
Stourbridge pasó diez temporadas en la División Premier de la Liga del Sur entre 1974 y 1984, dos centro-delanteros también se vendieron en los años 70, Steve Cooper a Torquay United y Tony Cunningham a Lincoln City. Terminando regularmente en el top seis y bajo la dirección de Tony Freely, ellos ganaron el Worcestershire Senior Cup por la novena vez con una victoria sobre sus rivales cercanos Kidderminster Harriers, En 1981 con el Stourbridge nació Brendan Drummond consiguiendo la meta en el partido de vuelta a los Harriers para ganar 2-1 en total. Stourbridge fue uno de los primeros clubes semiprofesionales ingleses en recorrer el sureste de Estados Unidos en los primeros años ochenta.
La siguiente forma de la División de Midland fue mediocre también, a pesar de tres buenas carreras en la FA Cup, y una desastrosa serie de resultados en 1987-88 condujo a un punto de descenso, sin embargo la fortuna estaba del lado del club y fueron reelegidos a la Liga en la temporada cercana. Stourbridge siguió adelante con fuerza, culminando en ganar el campeonato de la división de Midland en 1991, aunque los oficiales de la liga meridionales rechazaron la promoción debido al uso compartido de la tierra con el club local de cricket.
En octubre de 1997, el nuevo presidente del club y su entusiasmo en la renovación del club social continuaron con muchas contrataciones para la temporada 1998-99 bajo la dirección del nuevo gerente, Steve Daniels. Los Glassboys pasaron gran parte de la primera parte de la temporada en el top 3, mientras que también alcanzaron la cuarta ronda de clasificación de FA Cup por primera vez en 15 años, pero el éxito fue corto ya que los recortes presupuestarios vieron a muchos de los jugadores más experimentados . En 2000 un nuevo dueño vino al club, y rápidamente designó a Mark Serrell como presidente, junto con el entrenador calificado en la FA y exjugador del  Birmingham City Mark Harrison como encargado. A pesar de la afluencia de nuevos jugadores, los continuos malos resultados significaron que el período de 29 años de Stourbridge en el nivel de la Liga del Sur terminó con la derrota en el último partido de la temporada en Hinckley United en mayo de 2000.

### Reagrupación en la Midland Alliance
El club comenzó su primer hechizo en la Midland Football Alliance terminando en el quinto lugar y reclamando la Copa de la Liga al derrotar Bridgnorth Town después de una dramática tanda de penaltis después de la final había terminado En un empate 1-1. La temporada 2001-02 comenzó bien con el levantamiento de la Copa Joe McGorian después de una victoria por 2-1 al Stourport Swifts, pero en noviembre de 2001 el club se separó de la compañía con Mark Harrison, con el ex  Ciudad de Bilston jefe Joe Jackson asumiendo el cargo de gerente. En el último sábado de la temporada, los Glassboys se coronaron campeones de manera dramática como un gol de tiempo de último minuto por Brian Gray ganó el punto necesario en Stafford Town para Bromsgrove Rovers al título. Aunque Serrell dejó el club el enero siguiente, para ser sucedido como presidente por Stephen Hyde, Jackson llevó una vez más al club al campeonato de la alianza del balompié de Midland en 2002-03, aunque la promoción fue rechazada debido a las regulaciones de la clasificación del suelo en el lugar en ese entonces.
Jackson rechazó intentar ir por los títulos en 2003-04 y fue substituido por el dúo local bien conocido, Jon Ford y Gary Hackett, que había gozado de dos estaciones acertadas a cargo en Bromsgrove Rovers. Con muchos jugadores en movimiento, el nuevo equipo de gestión tuvo que reconstruir el equipo desde cero, pero una segunda mitad alentadora de la temporada vio a los Glassboys terminar un noveno acreditable. La siguiente temporada vio una carrera memorable en el Jarrón FA, que culminó en una derrota de cuartos de final ante el A.F.C. Sudbury en los cuartos de final antes de finalmente sucumbir a una derrota 4-1 después del tiempo extra. En mayo de 2005 Hackett tomó la carga única del equipo después de que Ford decidiera renunciar debido a los compromisos del trabajo y de la familia. Con la probable reorganización de la pirámide de no-liga en el nivel 4, el club buscó un fuerte impulso para la promoción, sin embargo un comienzo mixto de la campaña dejó Stourbridge situada a mediados de la mesa en diciembre. Después de un mal comienzo, una racha de 14 partidos de liga invicto fue suficiente para conquistar un segundo lugar y con su promoción de nuevo a la Liga del Sur. Las victorias sobre Burton Albion y Moor Greentambién vieron al equipo alcanzar la final de la Copa Senior de Birmingham por primera vez en 30 años, aunque sucumbieron a una derrota por 1-0 ante el Willenhall Town.

### Regraso a la Southern League
Durante la temporada de cierre, Stourbridge se trasladó a través de la Liga Premier del Norte de la temporada 2014-15.
En la temporada 2015-16, Stourbridge volvió a recorrer cuatro rondas clasificatorias, para llegar a la primera ronda propia de la FA Cup por cuarta vez en siete temporadas. A lo largo del camino vencieron a sus rivales por 3-0 en casa en la cuarta ronda de clasificación. Kidderminster Harriers En la primera ronda de la copa de la FA fueron llevados ante el Dover Athletic, el juego terminó 2-1 a favor de los Glassboys. El empate de la segunda ronda les dio un empate en casa contra el Eastleigh, que Stourbridge perdió por 2-0.

## Plantilla técnica
- Entrenador: Gary Hackett
- Asistente Entrenador: Jon Ford
- Asistente Entrenador: Mark Clifton
- Entrenador de Porteros: Steve Johnson
- Terapeuta Deportivo: Richard Drewett
- Terapeuta Deportivo: Sam Cooksey